# Inmigración chilena en Francia
Los chilenos en Francia son en su mayoría asilados políticos del exilio político durante el Régimen Militar y sus descendientes, seguido por estudiantes y trabajadores expatriados de manera temporal o permanente.
De acuerdo a estadísticas censales del Gobierno de Chile, la población de nacionalidad chilena residiendo en Francia en el año 2004 ascendía a 15.782 personas, sean ciudadanos con doble nacionalidad francesa o no, incluyendo además a los hijos de chilenos nacidos fuera de Chile. Esto los convierte en la tercera diáspora chilena viviendo en Europa, luego de la de colonia en Suecia y España, como también debido a las bajas tasas de emigración chilena, en la novena a nivel mundial.

## Historia
Previo a la década de 1970, la cantidad de chilenos residentes en territorio francés era mínima, siendo principalmente chilenos de ascendencia francesa que optaron por retornar al país de sus ancestros. Como consecuencia del golpe de Estado en Chile de 1973, miles de chilenos de la Unidad Popular y de cultura clásica partieron al exilio, de ellos, fueron acogidos en Francia un grupo conformado por intelectuales, políticos, artistas, entre otros, al ser Francia un país que en el plano internacional de la época abogaba por la democracia, los derechos humanos y las libertades de los ciudadanos.
Se han creado múltiples asociaciones de índole social, cultural y artístico, tanto para reunir a la comunidad de chilenos residentes, como también para difundir la cultura de Chile en Francia y el resto de Europa. Entre ellas destacan la Federación de Chilenos en Francia y la Asociación Cultural Franco-Chilena, entre otras.

## Personas destacadas
- Sergio Coronado (1970-), político y politólogo.
- Alejandro Jodorowsky (1929-), cineasta, escritor y polímata.
- Jena Lee (1987-), cantante y compositora.